# S/2015 (136472) 1
S/2015 (136472) 1是柯依伯带矮行星鳥神星已知唯一的衛星，暱稱MK 2，尚无正式中文名，按照卫星命名习惯推定正式中文名称将为“鸟卫一”。2015年4月，研究人员用哈勃望遠鏡第三代廣域照相機观测到这颗天体，经过数据分析之后，在2016年4月26日通过小行星中心正式宣布这一发现。这颗卫星的發現，使得所有位於海王星軌道外的矮行星都擁有至少一顆衛星。

## 軌道與特性

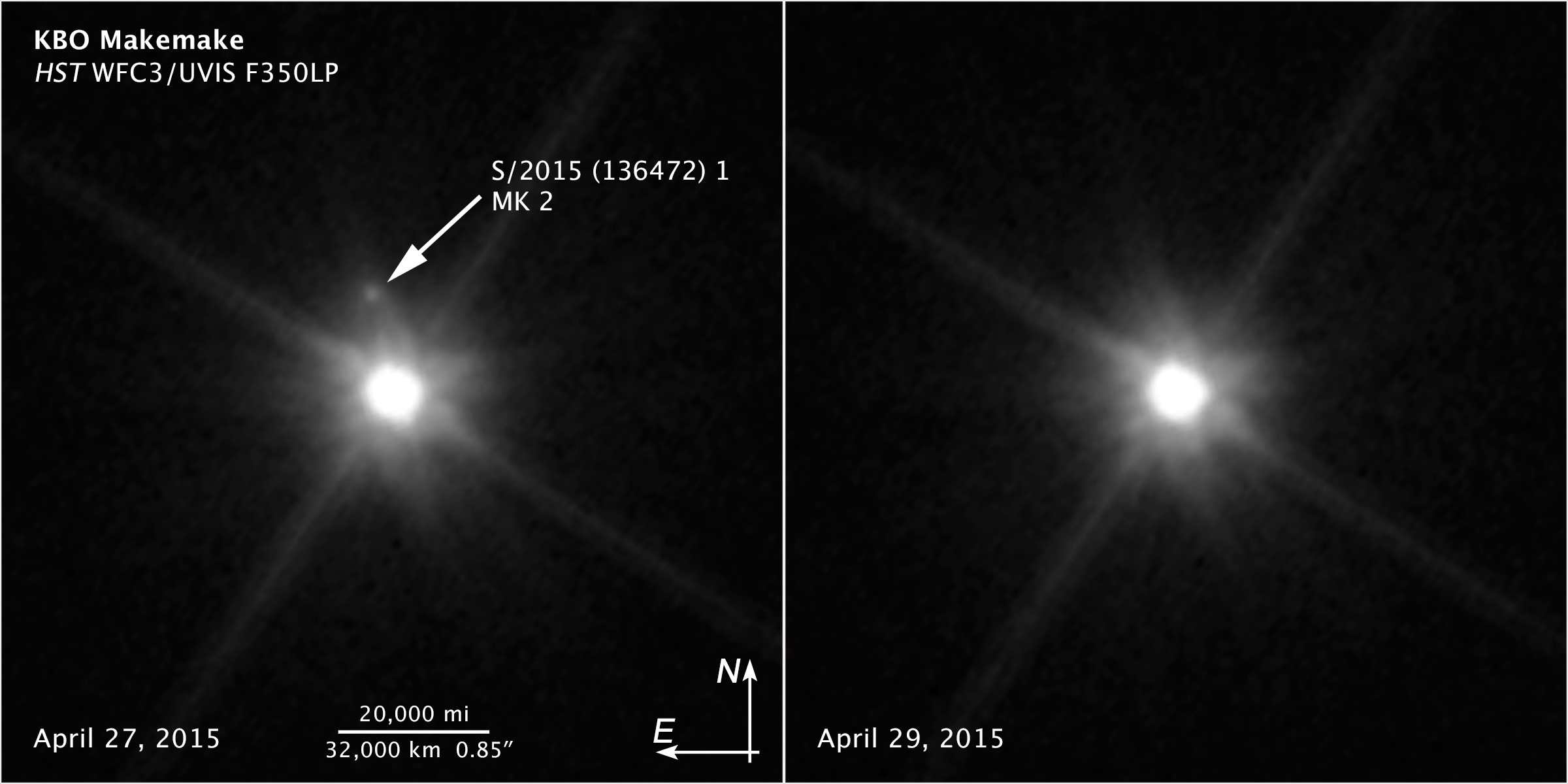
哈勃望遠鏡拍攝的鳥衛一。

此衛星距離鳥神星約13,000英里（21,000），估計直徑為100英里（160），其轨道形状尚不明确。已有的数据显示，若其围绕鸟神星公转轨道为圆形，则其环绕鸟神星一周至少需要12天。初步的觀測表明它的反照率與木炭類似，是一顆極暗的星體，亮度比鸟神星暗1300倍。鳥神星亮度较高，是庫伯帶中第二亮的星體（僅次於冥王星）。研究人员对二者的亮度反差十分意外。一種理論認為衛星的引力太小，在被太陽照射時難以避免揮發性冰的流失，使得內部的黑暗物質露出。具体结论仍有待继续觀測鳥神星及其衛星，以得知衛星的軌道狀況，才能進一步了解該衛星的起源。研究人员认为，若其轨道呈圆形，则证明这颗卫星与鸟神星同时形成或是鸟神星被撞击形成；若轨道狭长则证明它是被鸟神星捕获的天体。观测团队指出，无论结论如何，这颗卫星应当在太阳系形成初期就已经形成。

## 觀測

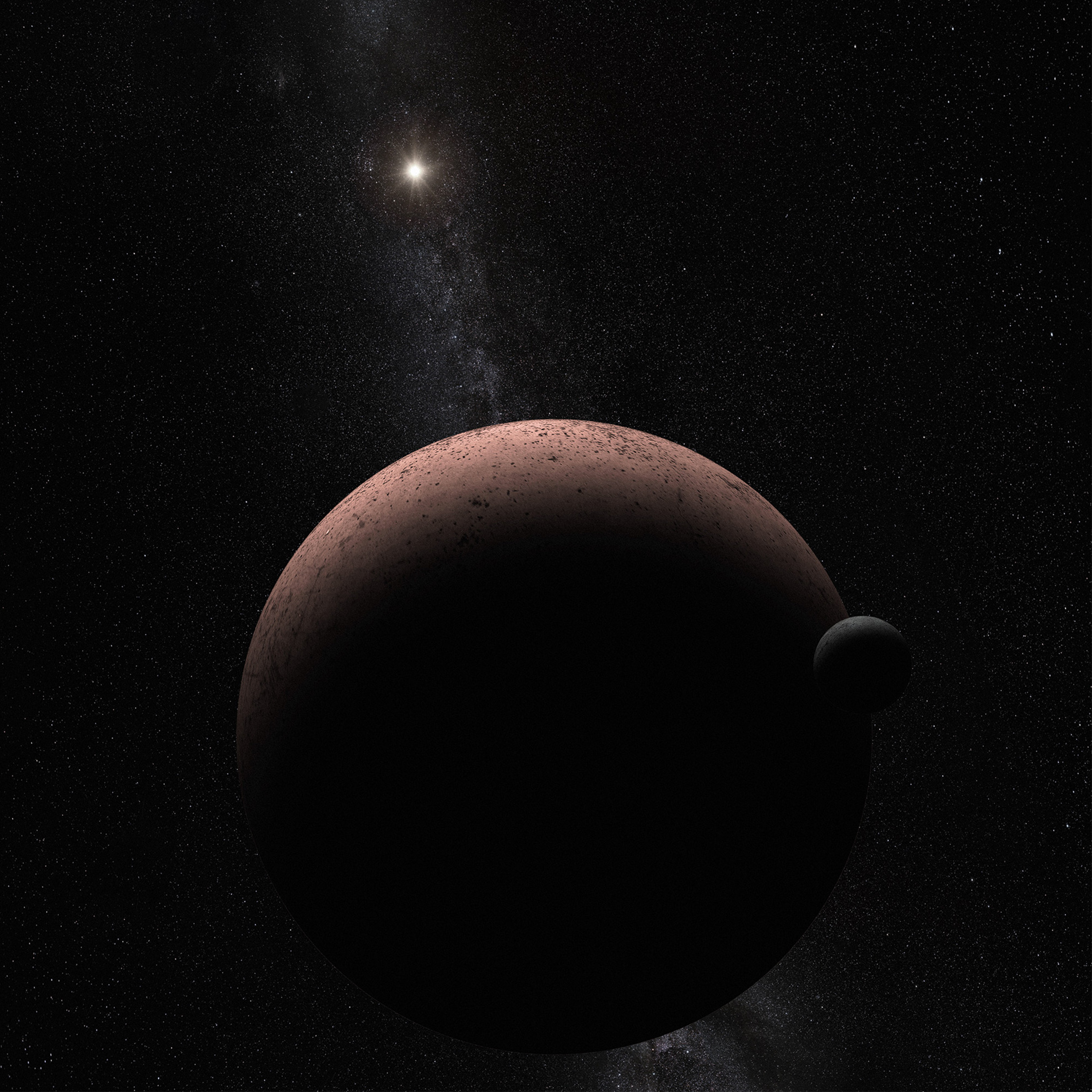
藝術家想像中的鳥神星和它的衛星。

此前曾率团队发现过妊神星、鸟神星和阋神星的加州理工学院教授迈克尔·E·布朗一直试图寻找鸟神星的卫星，但没能发现。其他数个鸟神星观测团队也未能发现这颗卫星。美國西南研究院的马克·威廉·布伊率团队通过哈勃望遠鏡仔细观测后，于2015年4月发现鸟神星附近的一颗亮点，后来经过数据分析后证实为鸟神星的卫星。在西南研究院这项研究中主导圖像数据分析團隊的亞歷克斯·帕克（Alex Parker）指出，衛星的軌道似乎以邊緣對準地球。這使得它更難被偵測到，因為它經常會被鳥神星的光芒覆蓋，再加上它的黑暗表面，使之前的觀測都無法發現它。这颗卫星的发现对于鸟神星的研究有巨大帮助，证实鸟神星与冥王星的相似度高于之前的预期，研究人员可以因此了解鸟神星的密度等更多细节。